# Isoetals
Les isoetals (Isoetales, també escrit Isoëtales) són un ordre de plantes vasculars sense llavors de la classe Lycopodiopsida.
Hi ha unes 140 espècies actuals, totes classificades dins el gènere Isoëtes, amb una distribució cosmopolita però sovint escasses i rares. Les espècies actuals són principalment aquàtiques o semiaquàtiques i viuen en basses clares o corrents d'aigua lents. Tots els isoetes i els gèneres extintes relacionats són heterospòrics.
Algunes espècies fòssils són molt ben conegudes. Per exemple, Chaloneria del període Carbonífer i Nathorstiana del Cretaci.

## Taxonomia
L'ordre Isoetales inclou una sola família actual i tres d'extintes:
- Família Isoetaceae Rchb.
- Família Chaloneriaceae Pigg et G.W. Rothwell †
- Família Nathorstianaceae Němejc †
- Família Suavitasaceae J. Rice., G.W. Rothwell, G. Mapes et R.H. Mapes †